# مفاعل JT-60SA

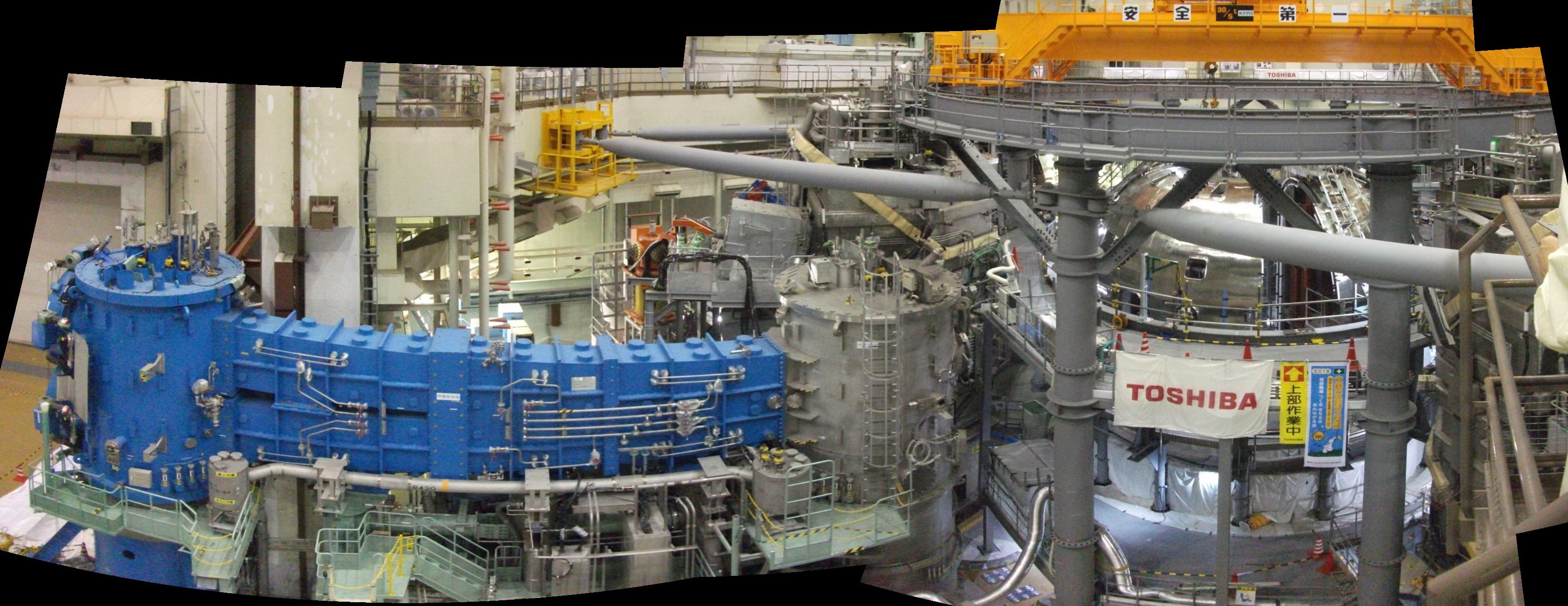
مفاعل JT-60S في الصورة

مفاعل اندماج نووي JT-60SA ( J تعني اليابان ، T لـ tokamak ، وتعني S كلمة "super" وهي تشير إلى الملفات فائقة التوصيل لتشغيل المجال المغناطيسي لحصر البلازما ، كما تشير A إلى كلمة "Advanced" بمعنى المتقدم ؛ لأن التعامل مع البلازما من الأشياء المعقدة جدا الواجب دراستها) . فالمفاعل هو مفاعل اندماج نووي ومفاعل أوروبي ياباني  مشروع أبحاث الطاقة الاندماجية . يعتمد المفاعل ، الذي يلف المفاعل JT-60 في نفس الموقع ، على مبدأ توكاماك . يقع المفاعل في ناكا بمحافظة إيباراكي ، باليابان .
بدأ التجميع في عام 2013 بإنشاء قاعدة نظام التبريد المصنوعة في إسبانيا. كان والوعاء الفولاذي للبلازما المصنوع في اليابان جاهزا في عام 2018 ، وتم الانتهاء من مبنى البحث في نهاية مارس 2020. في نهاية نوفمبر 2020 ، تم الوصول إلى تجربة حالة التوصيل الفائق للملفات المغناطيسية ، وستتبع المزيد من الاختبارات بعد أن تم تفريغ وعاء التفاعل . في مارس 2021 حدث خلل في العزل الكهربائي للمبرد الذي يبرد الملفات المغناطيسية. وأدت أعمال استكشاف الأخطاء والإصلاح إلى تخلف المشروع إلى ما يقرب من عام. تم التخطيط لإشعال البلازما في خريف عام 2022.

## مقارنة مع مفاعلات أبحاث الاندماج الأخرى
يعمل المفاعل الاختباري JT-60SA مثل مفاعل ITER ، والذي هو قيد الإنشاء حاليًا في [[، وفقًا لمبدأ توكاماك ، ولكنJT-60SA أصغر بكثير. بقدر ما يتعلق الأمر بحجم البلازما الذي يبلغ حوالي 130 م 2 ، فإن JT-60SA يقع في نطاق سلفه JET - بعد كل شيء فهو حاليًا أكبر جهاز اندماج في العالم. على عكس JET و ITER ، سيقتصر JT-60SA على أبحاث نموذج بلازما الهيدروجين الخفيف والديوتيريوم ولن يستخدم خليط الديوتيريوم والتريتيوم.
والهدف من ذلك هو الحصول على البيانات التقنية اللازمة لاستكمال مفاعل الاختبار ITER وزيادة قاعدة البيانات الخاصة بمحطة الطاقة التجريبية المخطط لها DEMO ، لا سيما في مجال البلازما شبه المستقرة. للقيام بذلك يريد الباحثون توليد نبضات بلازما عالية الطاقة ، ومستقرة تصل إلى مدة مائة ثانية.
تُولِّد الملفات المغناطيسية فائقة التوصيل المصنوعة من سبيكة نيوبيوم-تيتانيوم  التي تحيط بالوعاء المفرغ على شكل حلقة مجالًا مغناطيسيًا قويًا يصل إلى 9 تسلا.

## اقرأ أيضا
- المفاعل النووي الحراري التجريبي الدولي

## روابط انترنت
- صفحة تعاون JT-60SA نسخة محفوظة 2 أغسطس 2012 at Archive.is
- فيديو تجميع JT-60SA